# İnönü

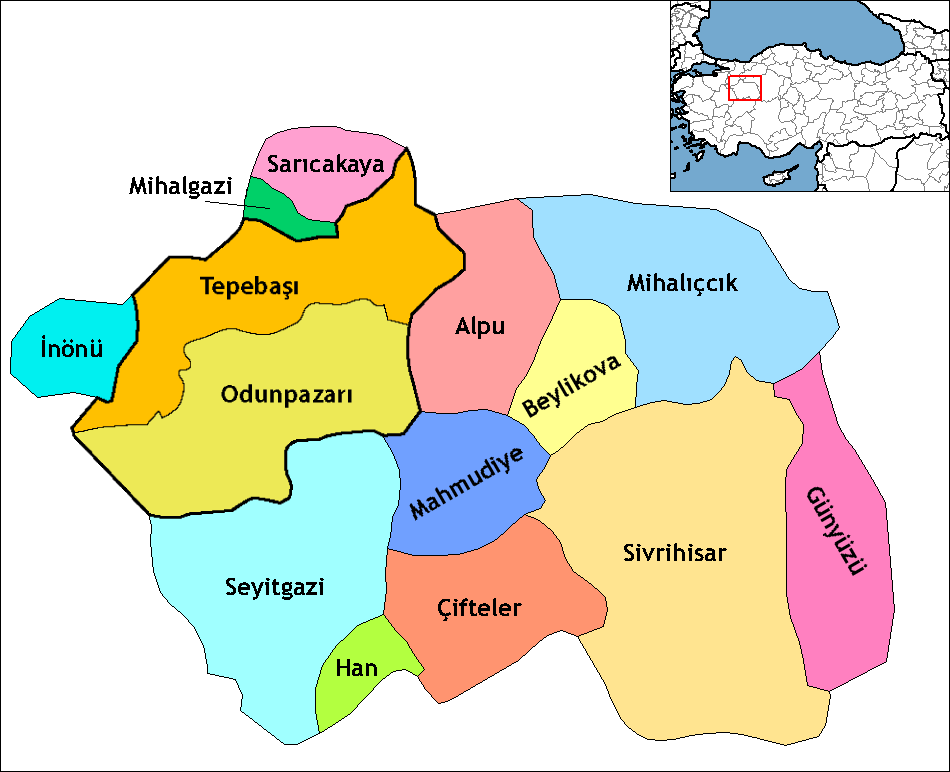
Lokalizacja İnönü, na mapie Eskişehir

İnönü – miasto i dzielnica prowincji Eskişehir w prowincji Centralna Anatolia w Turcji. Według spisu z 2009 r. populacja powiatu wynosi 7228, z czego 3980 mieszka w mieście İnönü. Dzielnica zajmuje powierzchnię 358 km² (138 ²), a średnia wysokość wynosi 840 m n.p.m.